# الليبرالية في كندا
أصبحت الليبرالية اتجاها رئيسيا في السياسة الكندية منذ أواخر القرن الثامن عشر. لدى كندا نفس سمات الديمقراطيات الليبرالية الأخرى المنتمية للتقليد الديمقراطي السياسي الغربي. يقدم هذا المقال لمحة عامة عن الليبرالية في كندا. ويتضمن تاريخا مختصرا للأحزاب الليبرالية التي تملك تمثيلا كبيرا في البرلمان. تختلف الليبرالية الكندية عن الأمريكية في استخدام المصطلح، إذ تشمل أفكارا كدعم الليبرالية الاقتصادية.

## الليبرالية في التاريخ الكندي
تاريخيا، كانت لكندا مرحلتان ليبراليتان. فقبل ستينات القرن العشرين، كانت السياسة الكندية ليبرالية كلاسيكية، أي كان هناك تركيز على الحرية الفردية والحكومة التمثيلية والأسواق الحرة. ويمكن إرجاع هذا النوع من الليبرالية إلى وصول الموالين للإمبراطورية المتحدة إلى كندا وإصدار القانون الدستوري لعام 1791. وقد أسس هذا القانون حكومة تمثيلية من خلال المجالس المنتخبة في كندا العليا والسفلى. وفي حين كان الموالون مخلصين للمؤسسات البريطانية وعارضوا قيام الجمهوريات الأمريكية، فقد كانوا ملتزمين بأفكار أمريكا الشمالية حول الحرية الفردية والحكومة التمثيلية. ساد هذا النوع من الليبرالية في عهد حكومة ويلفريد لورييه الليبرالية، التي دافعت عن سياسات مثل التبادل الحر مع الولايات المتحدة وغيرها.
بدأ العهد الليبرالي الثاني في الستينات تقريبا مع انتخاب ليستر ب. بيرسون زعيما للحزب الليبرالي الكندي، وبالإمكان تتبعه من خلال سياسات بيير ترودو وجان كريتيان وبول مارتن. وهذه الليبرالية هي ما يطلق عليه بشكل لائق في السياق العالمي الليبرالية الاجتماعية، أو ما يشير إليه الاستعمال الشمال أمريكي المعاصر على أنه ليبرالية: الليبرالية الديمقراطية والعدالة الاجتماعية والتقدمية الاجتماعية والطريق الثالث والتعددية الثقافية والدبلوماسية في السياسة الخارجية والسوق الحر المنظم (وخلال عصر ترودو يمكن القول أن الليبراليين دعموا اقتصادا مختلطا).
هناك مرحلة ثالثة من الليبرالية الناشئة، تتمحور حول شكل أكثر استدامة من السياسة. وحجتها أن هناك حاجة لاتخاذ إجراءات ضمن أن عناصر البيئة والاقتصاد والمجتمع لن تعمل على المدى القصير وحسب، بل وعلى المدى الطويل أيضا. ولو لم يتخذ إجراء بشأن كل هذه القضايا الملحة، فبالإمكان أن يتسبب ذلك في تهديد مباشر لحرياتنا. تتمحور هذه الليبرالية الجديدة الناشئة حول مفهوم «الحرية الخالدة» المثالي، الذي يسعى إلى الحفاظ على حرية الأجيال القادمة من خلال إجراءات استباقية تتخذ اليوم. ومن شأن ذلك أن يتسبب في اتساع الحقوق السلبية والإيجابية والمسؤوليات الواقعة على عاتق الأجيال القادمة.

## الأحزاب الليبرالية
تطورت الأحزاب الليبرالية في كلا الجانبين الكنديين الناطقين بالإنجليزية والفرنسية، وأدت إلى تشكيل الحزب الليبرالي الكندي. تتواجد الأحزاب الليبرالية على مستوى المقاطعات، لكن في حين أنها تتشارك غالبا أيديولوجيات متشابهة، فليست كل الأحزاب الإقليمية تابعة رسميا للحزب الفيدرالي.
في كندا، يشير لفظ ليبرالي (Liberal)، بحرف L كبير، إلى سياسات وأفكار الحزب الليبرالي الكندي (Liberal Party of Canada/Parti Libéral du Canada)، وهو الحزب الحاكم الأكثر شيوعا في كندا خلال القرن الماضي، وواحد من أكبر الأحزاب الليبرالية حول العالم. يجمع حزب كيبك الليبرالي (Parti libéral du Québec) بين الليبرالية وأفكار أكثر محافظة.